# Dancing with the Stars (seizoen 5)
Het vijfde seizoen van Dancing with the Stars begon op 7 september 2019 op RTL 4. Voor het eerst stonden er geen negen, maar elf bekende Nederlanders tegenover elkaar.
Presentatoren zijn dit seizoen Chantal Janzen en Tijl Beckand.

## Koppels
| Kandiaat           | Beroep                | Professionele partner | Resultaat                          |
| ------------------ | --------------------- | --------------------- | ---------------------------------- |
| Heleen van Royen   | Schrijfster           | Bernard Leferink      | 1e Weggestemd op 14 september 2019 |
| Jamie Trenité      | Presentator           | Patricia Bach         | Gestopt op 20 september 2019       |
| Berget Lewis       | Zangeres              | Lenell Artist         | 2e Weggestemd op 21 september 2019 |
| Gijs Staverman     | Radio-dj              | Joanne Banham         | 3e Weggestemd op 28 september 2019 |
| Rutger Vink        | YouTuber              | Claudia van der Helm  | 4e Weggestemd op 5 oktober 2019    |
| Tooske Ragas       | Presentatrice         | Glenn Feddema         | 5e Weggestemd op 12 oktober 2019   |
| Keizer             | Rapper                | Kaat Nitsios          | 6e Weggestemd op 19 oktober 2019   |
| Barrie Stevens     | Acteur en choreograaf | Janneke Vermeulen     | Runners-Up op 26 oktober 2019      |
| Anouk Hoogendijk   | Voormalig voetbalster | Jesse Wijnans         | Runners-Up op 26 oktober 2019      |
| Bibian Mentel      | Snowboardster         | Joost Findhammer      | Runners-Up op 26 oktober 2019      |
| Samantha Steenwijk | Zangeres              | Marcus van Teijlingen | Winnaars op 26 oktober 2019        |

## Scorekaart
| Koppel            | Plaats | 1  | 2  | 1+2 | 3  | 4  | 5  | 6       | 7        | 8        |
| ----------------- | ------ | -- | -- | --- | -- | -- | -- | ------- | -------- | -------- |
| Samantha & Marcus | 1      | 28 | 28 | 56  | 33 | 32 | 39 | 36+4=40 | 35+40=75 | 36+40=76 |
| Anouk & Jesse     | 2-4    | 22 | 29 | 51  | 32 | 31 | 33 | 32+6=38 | 34+38=72 | 32+36=68 |
| Barrie & Janneke  | 2-4    | 26 | 27 | 53  | 30 | 35 | 29 | 32+3=35 | 35+30=65 | 35+35=70 |
| Bibian & Joost    | 2-4    | 32 | 29 | 61  | 31 | 27 | 35 | 36+1=37 | 29+35=64 | 38+36=74 |
| Keizer & Kaat     | 5      | 24 | 29 | 53  | 30 | 27 | 32 | 34+2=36 | 27+27=54 |          |
| Tooske & Glenn    | 6      | 30 | 30 | 60  | 32 | 36 | 28 | 38+5=43 |          |          |
| Rutger & Claudia  | 7      | 21 | 21 | 42  | 25 | 27 | 24 |         |          |          |
| Gijs & Joanne     | 8      | 17 | 28 | 45  | 19 | 23 |    |         |          |          |
| Berget & Lenell   | 9      | 20 | 24 | 44  | 24 |    |    |         |          |          |
| Jamie & Patricia  | 10     | 22 | 26 | 48  | –  |    |    |         |          |          |
| Heleen & Bernard  | 11     | 15 | 23 | 38  |    |    |    |         |          |          |

Rode cijfers geeft de laagste score aan van elke week.
Groene cijfers geeft de hoogste score aan van elke week.

### Gemiddelden
Deze tabel geeft het gemiddelde weer op de schaal van 40 punten. (exclusief de Twis-Ma-ra-Thon uit week 6)
| Plek bij gem. | Resultaat | Koppel            | Totaal aantal punten | Aantal dansen | Gemiddelde |
| ------------- | --------- | ----------------- | -------------------- | ------------- | ---------- |
| 1             | 1         | Samantha & Marcus | 347                  | 10            | 34.7       |
| 2             | 2         | Bibian & Joost    | 328                  | 10            | 32.8       |
| 3             | 6         | Tooske & Glenn    | 194                  | 6             | 32.3       |
| 4             | 2         | Anouk & Jesse     | 319                  | 10            | 31.9       |
| 5             | 2         | Barrie & Janneke  | 314                  | 10            | 31.4       |
| 6             | 5         | Keizer & Kaat     | 230                  | 8             | 28.8       |
| 7             | 10        | Jamie & Patricia  | 48                   | 2             | 24.0       |
| 8             | 7         | Rutger & Claudia  | 118                  | 5             | 23.6       |
| 9             | 9         | Berget & Lenell   | 68                   | 3             | 22.7       |
| 10            | 8         | Gijs & Joanne     | 87                   | 4             | 21.8       |
| 11            | 11        | Heleen & Bernard  | 38                   | 2             | 19.0       |

## Hoogste en laagste routines

### Hoogst en laagst scorende routines
| Dans            | Beste danser(s)    | Hoogste score | Slechtste danser(s) | Laagste score |
| --------------- | ------------------ | ------------- | ------------------- | ------------- |
| Salsa           | Tooske Ragas       | 30            | Rutger Vink         | 24            |
| Chachacha       | Anouk Hoogendijk   | 32            | Heleen van Royen    | 15            |
| Tango           | Samantha Steenwijk | 40            | Rutger Vink         | 21            |
| Weense wals     | Samantha Steenwijk | 40            | Barrie Stevens      | 26            |
| Samba           | Samantha Steenwijk | 35            | Anouk Hoogendijk    | 22            |
| Quickstep       | Keizer             | 34            | Gijs Staverman      | 19            |
| Rumba           | Anouk Hoogendijk   | 33            | Berget Lewis        | 20            |
| American smooth | Bibian Mentel      | 35            | Jamie Trenité       | 22            |
| Engelse wals    | Samantha Steenwijk | 39            | Heleen van Royen    | 23            |
| Mambo           | Keizer             | 29            |                     |               |
| Paso doble      | Samantha Steenwijk | 36            | Keizer              | 27            |
| Charleston      | Barrie Stevens     | 30            |                     |               |
| Slowfox         | Tooske Ragas       | 36            |                     |               |
| Jive            | Samantha Steenwijk | 36            | Tooske Ragas        | 28            |

### Koppels hoogst en laagst scorende routines
| Koppels           | Hoogst scorende routine          | Laagst scorende routine   |
| ----------------- | -------------------------------- | ------------------------- |
| Anouk & Jesse     | Modern (38)                      | Samba (22)                |
| Barrie & Janneke  | Tango (35)                       | Weense wals (26)          |
| Bibian & Joost    | Weense wals (38)                 | Rumba (27)                |
| Keizer & Kaat     | Quickstep (34)                   | Tango (24)                |
| Samantha & Marcus | Tango (40) Weense wals (40)      | Salsa Weense wals (28)    |
| Tooske & Glenn    | Weense wals (38)                 | Jive (28)                 |
| Rutger & Claudia  | Quickstep (27)                   | Chachacha (21) Tango (21) |
| Gijs & Joanne     | Weense wals (28)                 | Chachacha (17)            |
| Berget & Lenell   | Engelse wals (24) Chachacha (24) | Rumba (20)                |
| Jamie & Patricia  | Rumba (26)                       | American smooth (22)      |
| Heleen & Bernard  | Engelse wals (23)                | Chachacha (15)            |

## Afleveringen

### Week 1
De Individuele jury scores staan in volgorde van links naar rechts: Dan Karaty, Euvgenia Parakhina, Irene Moors, Louis van Amstel.
| Koppel            | Score        | Dans            | Muziek                                          |
| ----------------- | ------------ | --------------- | ----------------------------------------------- |
| Samantha & Marcus | 28 (7,7,7,7) | Salsa           | "If I Can't Have You"—Shawn Mendes              |
| Gijs & Joanne     | 17 (4,4,5,4) | Chachacha       | "Can You Feel It"—The Jacksons                  |
| Keizer & Kaat     | 24 (6,6,6,6) | Tango           | "Carmen"—Stromae                                |
| Barrie & Janneke  | 26 (7,6,8,5) | Weense wals     | "Kiss from a Rose"—Seal                         |
| Heleen & Bernard  | 15 (3,4,5,3) | Chachacha       | "Sweet Like Cola"—Lou Bega                      |
| Anouk & Jesse     | 22 (5,5,7,5) | Samba           | "Loterij"—Lil' Kleine feat. Ronnie Flex         |
| Tooske & Glenn    | 30 (8,7,7,8) | Quickstep       | "Lollipop"—Mika                                 |
| Rutger & Claudia  | 21 (5,5,6,5) | Tango           | "Story of My Life"—One Direction                |
| Berget & Lenell   | 20 (5,5,6,4) | Rumba           | "GoldenEye"—Tina Turner                         |
| Bibian & Joost    | 32 (8,9,7,8) | Weense wals     | "The Impossible Dream"—Andy Williams            |
| Jamie & Patricia  | 22 (6,7,5,4) | American smooth | "Marvin Gaye"—Charlie Puth feat. Meghan Trainor |

### Week 2
| Koppel            | Score        | Dans         | Muziek                                              | Resultaat    |
| ----------------- | ------------ | ------------ | --------------------------------------------------- | ------------ |
| Barrie & Janneke  | 27 (8,6,7,6) | Chachacha    | "Disco Inferno"—The Trammps                         | Veilig       |
| Berget & Lenell   | 24 (6,7,6,5) | Engelse wals | "I Am Kissing You"—Des'ree                          | Gevarenzone  |
| Anouk & Jesse     | 29 (7,7,8,7) | Tango        | "Damn (El Tango De Roxanne)"—ReTo                   | Veilig       |
| Rutger & Claudia  | 21 (5,5,5,6) | Chachacha    | "Señorita"—Shawn Mendes & Camila Cabello            | Veilig       |
| Gijs & Joanne     | 28 (8,7,7,6) | Weense wals  | "Never Tear Us Apart"—INXS                          | Gevarenzone  |
| Jamie & Patricia  | 26 (7,5,7,7) | Rumba        | "When I Was Your Man"—Bruno Mars                    | Veilig       |
| Heleen & Bernard  | 23 (6,6,6,5) | Engelse wals | "A Lady"—Lionel Richie                              | Geëlimineerd |
| Bibian & Joost    | 29 (7,8,7,7) | Samba        | "Treur Niet (Ode aan het leven)"—Diggy Dex & JW Roy | Veilig       |
| Tooske & Glenn    | 30 (8,7,8,7) | Salsa        | "Volare (nel blu dipinto di blu)"—Gipsy Kings       | Veilig       |
| Keizer & Kaat     | 29 (8,8,7,6) | Mambo        | "Échame La Culpa"—Luis Fonsi feat. Demi Lovato      | Veilig       |
| Samantha & Marcus | 28 (7,7,7,7) | Weense wals  | "I Have Nothing"—Whitney Houston                    | Veilig       |

### Week 3: Guilty Pleasure
| Koppel            | Score        | Dans            | Muziek                                                              | Resultaat    |
| ----------------- | ------------ | --------------- | ------------------------------------------------------------------- | ------------ |
| Bibian & Joost    | 31 (8,8,8,7) | Paso doble      | "Smells Like Teen Spirit"—Nirvana                                   | Veilig       |
| Gijs & Joanne     | 19 (5,4,4,6) | Quickstep       | "Love Me Just A Little Bit More (Totally Hooked On Uou)"—Dolly Dots | Gevarenzone  |
| Anouk & Jesse     | 32 (8,8,8,8) | Weense wals     | "Memory"—Barbra Streisand                                           | Veilig       |
| Barrie & Janneke  | 30 (7,8,7,8) | Charleston      | "Puttin' On The Ritz"—Robbie Williams                               | Veilig       |
| Berget & Lenell   | 24 (5,7,7,5) | Chachacha       | "When Doves Cry"—Prince                                             | Geëlimineerd |
| Tooske & Glenn    | 32 (8,8,8,8) | Rumba           | "I Want It That Way"—Backstreet Boys                                | Veilig       |
| Keizer & Kaat     | 30 (8,8,7,7) | American smooth | "When You Believe"—Mariah Carey & Whitney Houston                   | Veilig       |
| Samantha & Marcus | 33 (8,8,8,9) | American smooth | "She's Like the Wind"—Patrick Swayze met Wendy Fraser               | Veilig       |
| Rutger & Claudia  | 25 (6,6,6,7) | Rumba           | "Hero"—Enrique Iglesias                                             | Gevarenzone  |

### Week 4
| Koppel            | Score        | Dans       | Muziek                                        | Resultaat    |
| ----------------- | ------------ | ---------- | --------------------------------------------- | ------------ |
| Keizer & Kaat     | 27 (7,6,7,7) | Samba      | "I Don't Care"—Ed Sheeran & Justin Bieber     | Gevarenzone  |
| Rutger & Claudia  | 27 (7,5,8,7) | Quickstep  | "Help!"—The Beatles                           | Veilig       |
| Anouk & Jesse     | 31 (8,8,7,8) | Paso doble | "Heads Will Roll"—Yeah Yeah Yeahs             | Gevarenzone  |
| Gijs & Joanne     | 23 (6,5,6,6) | Samba      | "Higher Love"—Kygo feat. Whitney Houston      | Geëlimineerd |
| Barrie & Janneke  | 35 (9,8,9,9) | Tango      | "Santa Maria (Del Buen Ayre)"—Gotan Project   | Veilig       |
| Bibian & Joost    | 27 (7,7,6,7) | Rumba      | "Too Late For Love"—John Lundvik              | Veilig       |
| Tooske & Glenn    | 36 (9,9,9,9) | Slowfox    | "Your Song"—Elton John                        | Veilig       |
| Samantha & Marcus | 32 (8,8,8,8) | Rumba      | "Dancing with a stranger"—Sam Smith & Normani | Veilig       |

### Week 5: RTL 30 jaar
| Koppel            | Score           | Dans            | Muziek                                      | Resultaat    |
| ----------------- | --------------- | --------------- | ------------------------------------------- | ------------ |
| Tooske & Glenn    | 28 (7,7,7,7)    | Jive            | "Proud Mary"—Ike & Tina Turner              | Gevarenzone  |
| Keizer & Kaat     | 32 (8,9,8,7)    | Weense wals     | "Never nooit meer"—Gordon & Re-Play         | Gevarenzone  |
| Rutger & Claudia  | 24 (6,6,6,6)    | Salsa           | "Fireball"—Pitbull feat. John Ryan          | Geëlimineerd |
| Anouk & Jesse     | 33 (8,8,9,8)    | Rumba           | "Cry Me a River"—Justin Timberlake          | Veilig       |
| Samantha & Marcus | 39 (9,10,10,10) | Engelse wals    | "At This Moment"—Davina Michelle            | Veilig       |
| Bibian & Joost    | 35 (9,9,8,9)    | American smooth | "De Liefde van je Vrienden"—Edsilia Rombley | Veilig       |
| Barrie & Janneke  | 29 (7,7,8,7)    | Rumba           | "Nog Één Kans"—Vera Mann                    | Veilig       |

### Week 6: Movie Night
| Koppel            | Score          | Dans        | Muziek                                                          | Resultaat    |
| ----------------- | -------------- | ----------- | --------------------------------------------------------------- | ------------ |
| Anouk & Jesse     | 32 (8,8,8,8)   | Jive        | "Waterloo"—ABBA                                                 | Gevarenzone  |
| Bibian & Joost    | 36 (9,9,9,9)   | Tango       | "Por Un Cabeza"—Carlos Gardel                                   | Gevarenzone  |
| Barrie & Janneke  | 32 (8,7,9,8)   | Quickstep   | "Another Day Of Sun"—La La Land cast                            | Veilig       |
| Keizer & Kaat     | 34 (9,8,8,9)   | Quickstep   | "You're the One That I Want"—John Travolta & Olivia Newton-John | Veilig       |
| Samantha & Marcus | 36 (9,9,9,9)   | Jive        | "Shake Your Tail Feather"—Ray Charles feat. The Blues Brothers  | Veilig       |
| Tooske & Glenn    | 38 (9,9,10,10) | Weense wals | "Earned It"—The Weeknd                                          | Geëlimineerd |

### Week 7: Halve finale
| Koppel            | Score            | Dans                     | Muziek                                 | Resultaat    |
| ----------------- | ---------------- | ------------------------ | -------------------------------------- | ------------ |
| Anouk & Jesse     | 34 (9,8,9,8)     | Quickstep                | "Let Me Entertain You"—Robbie Williams | Veilig       |
| Anouk & Jesse     | 38 (9,9,10,10)   | Modern                   | "Another Love"—Tom Odell               | Veilig       |
| Bibian & Joost    | 29 (7,7,7,8)     | Slow foxtrot             |                                        | Gevarenzone  |
| Bibian & Joost    | 35 (9,9,8,9)     | Jive                     | "You Can't Stop The Beat"—Hairspray    | Gevarenzone  |
| Barrie & Janneke  | 35 (9,9,8,9)     |                          |                                        | Veilig       |
| Barrie & Janneke  | 30 (8,7,8,7)     | American smooth, slowfox | "Avond"—Boudewijn de Groot             | Veilig       |
| Keizer & Kaat     | 27 (6,7,7,7)     | Tango                    | Mi Confesion                           | Geëlimineerd |
| Keizer & Kaat     | 27 (7,7,7,6)     | Paso Doble               | "Amígo"—Chef'Special                   | Geëlimineerd |
| Samantha & Marcus | 35 (9,9,8,9)     | Samba                    |                                        | Veilig       |
| Samantha & Marcus | 40 (10,10,10,10) | Tango                    | Tanquera                               | Veilig       |

### Week 8: Finale
| Koppel            | Score            | Dans         | Muziek                                       | Resultaat  |
| ----------------- | ---------------- | ------------ | -------------------------------------------- | ---------- |
| Anouk & Jesse     | 32 (8,8,8,8)     | Chachacha    | "Ritual"—Tiësto                              | Runners-Up |
| Anouk & Jesse     | 36 (9,9,9,9)     | Weense wals  | "Memory"—Barbra Streisand                    | Runners-Up |
| Bibian & Joost    | 38 (9,10,9,10)   | Weense wals  | "The Impossible Dream"—Andy Williams         | Runners-Up |
| Bibian & Joost    | 36 (9,9,9,9)     | Engelse wals | "Open Arms"—Mariah Carey                     | Runners-Up |
| Barrie & Janneke  | 35 (8,9,9,9)     | Tango        | "Santa María (Del Buen Ayren)"—Gotan Project | Runners-Up |
| Barrie & Janneke  | 35 (9,9,8,9)     | Jive         | "I'm Still Standing"—Elton John              | Runners-Up |
| Samantha & Marcus | 36 (9,9,9,9)     | Paso doble   | "He's A Pirate"—Klaus Badelt                 | Winnaars   |
| Samantha & Marcus | 40 (10,10,10,10) | Weense wals  | "I Have Nothing"—Whitney Houston             | Winnaars   |